# Rafael Merry del Val
Rafael María José Pedro Francisco de Borja Domingo Gerardo de la Santísma Trinidad Merry del Val y Zulueta (Londres, 10 de outubro de 1865 — Roma, 26 de fevereiro de 1930), de origem anglo-espanhola, foi cardeal da Igreja Católica Romana e secretário de Estado da Santa Sé, no pontificado de Pio X.

## Biografia
Rafael Merry del Val nasceu na Embaixada da Espanha em Londres, filho de Rafael Merry del Val, diplomata e marquês espanhol, e Josefina de Zulueta. Fez estudos iniciais em Slough, Namur, Bruxelas, Durham e Roma, onde se formou na Pontifícia Academia dos Nobres Eclesiásticos (1885) e na Pontifícia Universidade Gregoriana, com doutorado em filosofia (1886), doutorado em teologia (1891) e licenciatura em direito canônico (1891). Camareiro supranumerário privado, 8 de junho de 1887. Membro da delegação papal à celebração do jubileu de ouro do reinado da Rainha Vitória da Grã-Bretanha, junho de 1887.
Recebeu o diaconato em 27 de maio de 1888, igreja das Filhas de S. Anna em Roma, do cardeal Lucido Maria Parocchi, vigário geral de Roma; no mesmo local e pelo cardeal Parocchi, foi ordenado ao sacerdócio em 30 de dezembro de 1888.

## Atividades na Cúria
Exerceu diversas funções na Cúria Romana durante o governo de Papa Leão XIII. Secretário do Arcebispo Luigi Galimberti nas nunciaturas na Alemanha e Áustria-Hungria (1888-1889). Realizou estudos adicionais (1889-1891). Camareiro privado de numeroparticipium, 31 de dezembro de 1891. Membro da família pontifícia (1891-1898). Retornou à missão pontifícia em Viena em 1893. Secretário da Pontifícia Comissão para estudar a validade das ordenações anglicanas, 1896; participou da redação da bula Apostolicæ curae. Delegado apostólico no Canadá, de 10 de março de 1897 a julho de 1898, para resolver a questão das escolas de Manitoba. Nomeado Prelado doméstico de Sua Santidade, 13 de março de 1897. Consultor da Sagrada Congregação do Índice desde 1898. Presidente da Pontifícia Academia Eclesiástica, 21 de outubro de 1899 a 1903.
Mons. Merry del Val foi eleito arcebispo titular de Niceia pelo Papa Leão XIII em 19 de abril de 1900. Consagrado em 6 de maio seguinte, na igreja de S. Maria na via Monserrato, pelo cardeal Mariano Rampolla del Tindaro, secretário de Estado, coadjuvado por Edmond Stonor, arcebispo titular de Trebisonda, e por Guglielmo Pifferi, OSA, bispo titular de Porfireone, sacristão papal.
Representante papal na coroação do rei Eduardo VII da Inglaterra, 1901. Secretário provisório da Sagrada Congregação Consistorial, 21 de julho de 1903. Secretário do conclave de 1903. Pró-secretário de Estado, 4 de agosto de 1903 até 12 de novembro de 1903.

## Cardeal
Criado Cardeal-presbítero no consistório de 9 de novembro de 1903; recebeu o chapéu vermelho e o título de S. Prassede, em 12 de novembro. No mesmo dia, Papa Pio X nomeou Mons. Merry del Val como secretário de Estado, prefeito da Sagrada Congregação de Loreto e prefeito do Palácio Apostólico; ocupou a Secretaria de Estado até 20 de agosto de 1914. Presidente da Pontifícia Comissão para a Administração das Riquezas da Santa Sé, 1904. Condecorado com a grã-cruz da Ordem Austríaca de Santo Stefan, 1907. Camerlengo do Sagrado Colégio dos Cardeais, novembro 27 de dezembro de 1911 a 2 de dezembro de 1912. Arcipreste da Basílica Patriarcal do Vaticano e Prefeito da Sagrada Congregação da Fábrica de São Pedro, 12 de janeiro de 1914. Participou do conclave de 1914, que elegeu o Papa Bento XV. Era considerado um forte papabile nesse conclave.
Prefeito da Suprema Sagrada Congregação do Santo Ofício, 14 de outubro de 1914 até sua morte. Presidente da Academia da Religião Católica, Roma, 7 de dezembro de 1915. Legado papal ao Congresso Catequético, Úmbria, 1920. Camerlengo do Sagrado Colégio dos Cardeais, 16 de dezembro de 1920 a 11 de dezembro de 1922. Participou do conclave de 1922, que elegeu o Papa Pio XI. Legado papal na celebração do 7º centenário da morte de São Francisco, Assis, 25 de setembro de 1926. Protetor do Venerável Colégio Inglês, Roma, 6 de maio de 1929.

## Morte e processo de beatificação

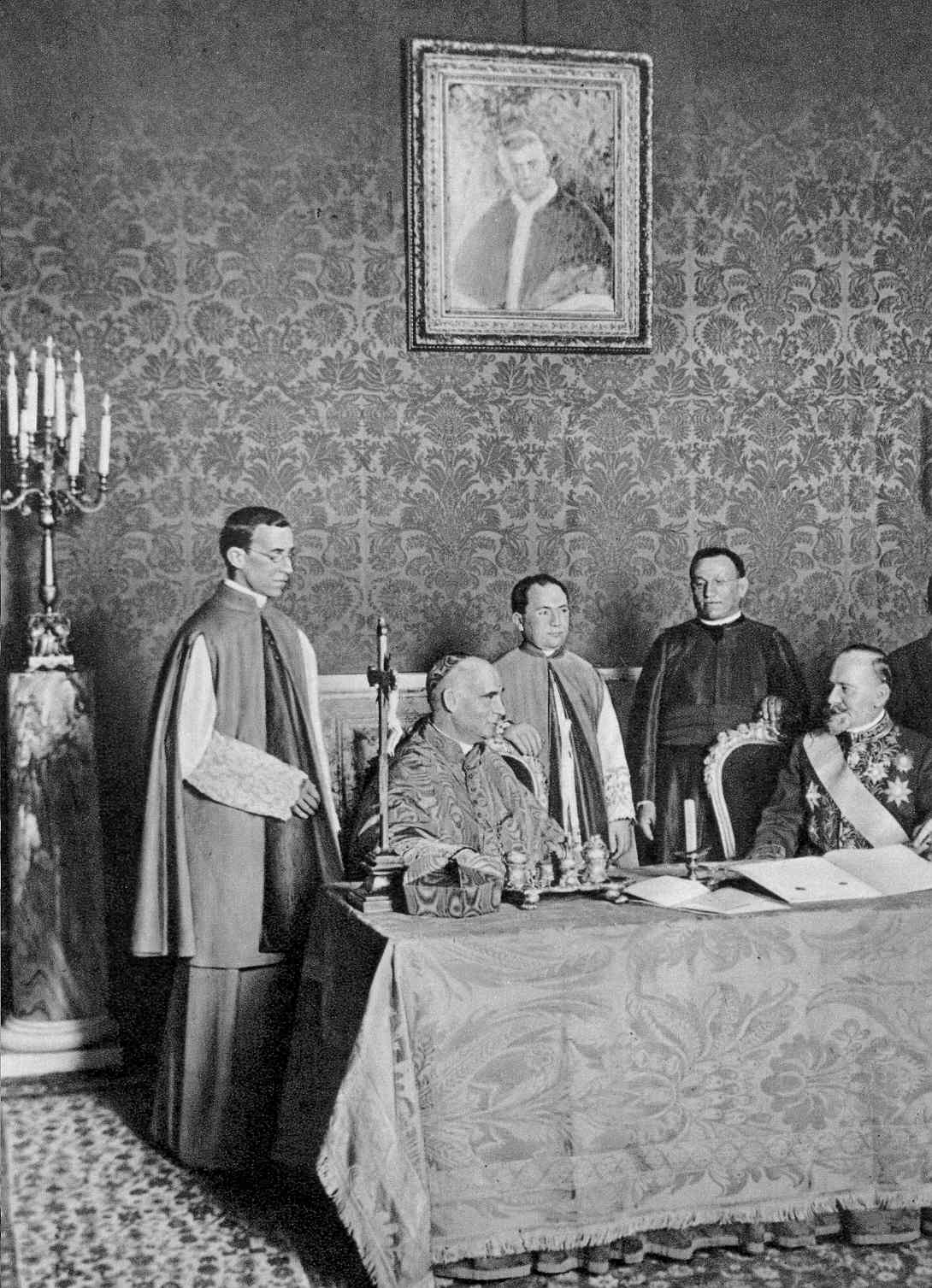
Mons. Pacelli, o Cardeal Secretário de Estado Merry del Val e o Cardeal Nicola Canali com representantes sérvios por ocasião da assinatura da concordata, sob o quadro de Papa Pio X, em 1914

Faleceu após um ataque de apendicite, na Cidade do Vaticano. O funeral ocorreu na basílica patriarcal do Vaticano em 3 de março de 1930. Sepultado na gruta da mesma basílica. Em 31 de julho de 1931, um novo túmulo governamental, doação dos espanhóis, foi dedicado pelo cardeal Eugenio Pacelli, secretário de Estado. Ao morrer, era o mais jovem do Colégio dos Cardeais.
Uma causa para sua canonização foi aberta em 26 de fevereiro de 1953. Desde então, tem o título de Servo de Deus.

## Obras
- O Papa que eu conheci de perto ISBN 9788572060448
- Para entender o papado ISBN 9788592638023

## Bibiliografia
- González Chaves, Alberto José. Rafael Merry del Val. Madrid: San Pablo, 2005. ISBN 8428527105 (em castelhano)
- Roy-Lysencourt, Philippe. Cardinal Rafael Merry del Val: A Brief Biography. Catholic University of America Press, 2021.